# LTE
 For alternative betydninger, se LTE (flertydig). (Se også artikler, som begynder med LTE)
3GPP LTE eller LTE (3rd Generation Partnership Project Long Term Evolution) er en overbygning til 3G-mobiltelefoni, som tilbyder markant højere datahastigheder.
Verdens første offentligt tilgængelige LTE-netværk blev i drift sat af TeliaSonera i Oslo og Stockholm den 14. december 2009.
Til trods for at LTE markedsføres som 4G-netværk, så overholder de specificerede standarder for LTE i udgave 3GPP Release 8 og 9 ikke kravene til 4G opstillet af ITU-R-organisationen.

## Standard
Standarden har følgende teoretiske tekniske data i Release 8 udgaven:
- Tophastighed i download 299,6 Mbit/s for 4×4 antenner, 150,8 Mbit/s for 2×2 antenner (20 MHz spektrum)
- Tophastighed i upload på 75,4 Mbit/s (20 MHz spektrum)
- Øget fleksibilitet i frekvensområdet, med frekvensområdet fra 1.4 MHz og op til 20 MHz.
- Fungerer sammen med etablerede standarder, således at den kan fungere sammen med GSM/EDGE WCDMA/HSPA eller CDMA/EV-DO

## Frekvensbånd
LTE-standarden kan bruges i mange forskellige frekvensbånd. I Nordamerika benyttes 700/800 og 1700/1900 MHz frekvensbåndene. I Europa benyttes 800, 1800 og 2600 MHz frekvensbåndene. I Asien benyttes 1800 og 2600 MHz frekvensbåndene. I Australien benyttes 1800 MHz frekvensbåndene. Som et resultat af de forskellige frekvensbånd der benyttes, kan det ske at en telefon der virker i et land ikke virker i et andet. Det er derfor nødvendigt at brugerne benytter multi-band telefoner for at de kan fungere internationalt.